# Bernt Darin
Bernt Darin, född 18 november 1743 i Bjuvs socken, död 17 februari 1820 i Övraby socken, Skåne, var en svensk präst och religiös författare.
Darin var son till kyrkoherden i Farhults socken Lars Darin. Han blev student vid Lunds universitet 1759, prästvigdes 1765 och blev filosofie magister 1768. Han togs om hand av sin moderbror kyrkoherden i Igelösa och Västra Odarslöv Sven Aulin och var informator hos denne. 1765 blev han dennes pastorsadjunkt i Igelösa och Västra Odarslöv, från 1769 i Åhus. 1774 blev han tillförordnad komminister i Allerum och Fleninge som medhjälpare åt den herrnhutiskt influerade Johan Sundius och var nådårspredikant där 1774-1776. 1776 blev han på nytt tillförordnad komminister i församlingen. Under denna tid, nämligen till 1775 förskriver han själv sin herrnhutiska omvändelse, efter detta hängiven anhängare av rörelsen. 1781-1782 var han nådårspredikant i Höja och Starby där Sundius måg Severin Cavallin var kyrkoherde och därefter tillförordnad tillförordnad komminister i samma församling 1782. Samtidigt verkade han även som informator, bland annat åt Cavallins son den senare så kände prosten Samuel Johan Cavallin. Efter Severin Cavallins bortgång förlovade han sig 1785 med hans änka
Under tiden hade han 1783-1785 tjänstgjort som vicepastor och nådårspredikant i Källs-Nöbbelöv och Felestad, avlade pastoralexamen våren 1784 och tjänstgjorde under året som extraordinarie bataljonspredikant vid Johan Vilhelm Sprengtportens regemente. Genom personliga kontakter utsågs han 1786 till kyrkoherde i Övraby och Benestad, där han sedan kom att stanna under resten av sin verksamma tid. 1800 blev han prost över sina församlingar. Darin blev 1809 ledamot av Evangeliska sällskapet.
På äldre dagar började han även verka som författare. 1817 utgav han en katekesutveckling, vilken redan 1819 utkom i en ny reviderad utgåva. 1818 utgav Darin den för sin tid djärva Guds Son såsom den sanne Människones Son blivit uti eller utom äkten-skapelig ordning avlad av den Helige And, där han ifrågasätter att Jesus skulle ha avlats genom jungfrufödsel. Skriften väckte dock mycket liten uppmärksamhet.